# Dorobratovo, Irșava
Dorobratovo (în ucraineană Доробратово) este localitatea de reședință a comunei Dorobratovo din raionul Irșava, regiunea Transcarpatia, Ucraina.

## Demografie
Componența lingvistică a localității Dorobratovo
     Ucraineană (99,46%)
     Alte limbi (0,49%)
Conform recensământului din 2001, majoritatea populației localității Dorobratovo era vorbitoare de ucraineană (99,46%), existând în minoritate și vorbitori de alte limbi.